# Сполдінг (Каліфорнія)
Сполдінг (англ. Spaulding) — переписна місцевість (CDP) в США, в окрузі Лассен штату Каліфорнія. Населення — 206 осіб (2020).

## Географія
Сполдінг розташований за координатами 40°39′20″ пн. ш. 120°47′11″ зх. д. / 40.65556° пн. ш. 120.78639° зх. д. (40.655664, -120.786260).  За даними Бюро перепису населення США в 2010 році переписна місцевість мала площу 8,62 км², уся площа — суходіл.

## Демографія
Згідно з переписом 2010 року, у переписній місцевості мешкало 178 осіб у 94 домогосподарствах у складі 63 родин. Густота населення становила 21 особа/км².  Було 665 помешкань (77/км²).
Расовий склад населення:
| - 94,4 % — білих - 1,7 % — корінних американців - 0,6 % — азіатів |

До двох чи більше рас належало 2,8 %. Частка іспаномовних становила 3,4 % від усіх жителів.
За віковим діапазоном населення розподілялося таким чином: 5,6 % — особи молодші 18 років, 50,0 % — особи у віці 18—64 років, 44,4 % — особи у віці 65 років та старші. Медіана віку мешканця становила 63,0 року. На 100 осіб жіночої статі у переписній місцевості припадало 107,0 чоловіків;  на 100 жінок у віці від 18 років та старших — 104,9 чоловіків також старших 18 років.
Середній дохід на одне домашнє господарство  становив 57 814 долари США (медіана — 61 591), а середній дохід на одну сім'ю — 75 434 долари (медіана — 68 438). 
Цивільне працевлаштоване населення становило 36 осіб. Основні галузі зайнятості: роздрібна торгівля — 44,4 %, транспорт — 33,3 %, будівництво — 22,2 %.